# 锡德自由镇
锡德自由镇，是西班牙瓦伦西亚自治区卡斯特利翁省的一个市镇。总面积94平方公里，总人口2570人（2001年），人口密度27人/平方公里。